# Actinometru

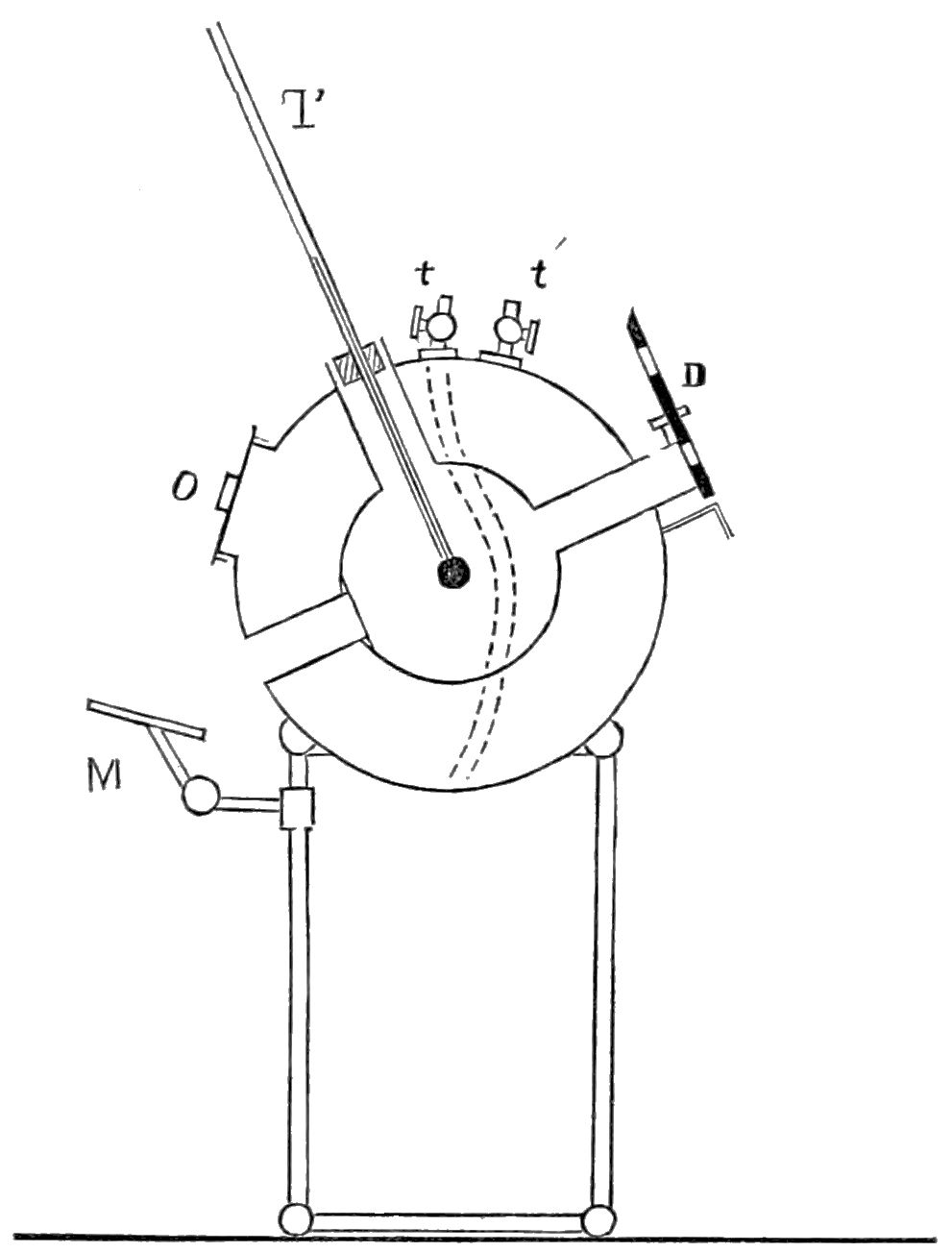
Schema actinometrului creat de Jules Violle

Actinometrul este un instrument de măsură al intensității radiației solare sau a altor surse de energie radiantă (de exemplu: cuptoare de topit metal sau sticlă).
A fost inventat de John Herschel (care i-a propus și denumirea) în 1825.
Cel mai simplu tip constructiv este cel bazat pe transformarea energiei radiante în energie electrică și care se compune dintr-o baterie de termocuple.
Sudurile de o polaritate ale acesteia sunt expuse iradierii, iar celelalte sunt ferite de radiație.
Astfel, în circuitul electric ia naștere o forță electromotoare, care poate fi măsurată cu ajutorul unui milivoltmetru.
Prin stabilirea unei corelații între intensitatea radiației și forța electromotoare, milivoltmetrul poate fi etalonat direct în unități de intensitate a radiației {\displaystyle (J\cdot m^{-2}\cdot s^{-1}} sau {\displaystyle cal\cdot cm^{-2}\cdot min^{-1})}.
Cuplat cu heliostat, aparatul poate funcționa ca actinograf.
Ramura fizicii care se ocupă cu studiul calitativ al radiației solare și al transformărilor prin care trece aceasta în atmosferă și la suprafața Pământului se numește actinometrie.
În scopul cercetării compoziției spectale a radiației solare în funcție de starea fizică și de compoziție atmosferei, se utilizează aparate de analiză spectrală ca: spectrometrul, spectrograful, spectrofotometrul.